# جون أ. لين
جون أ. لين (بالإنجليزية: John A. Lynn)‏ هو مؤرخ وأستاذ جامعي أمريكي، ولد في 18 مارس 1943 في غلينفيو في الولايات المتحدة.